# تسیارتا
تسیارتا (به لاتین: Tsiárta) یک منطقهٔ مسکونی در قبرس است که در ناحیه پافوس واقع شده‌است. تسیارتا ۶۰۵ متر بالاتر از سطح دریا واقع شده‌است.